# Pascialato di Scutari
Il pascialato di Scutari fu un pascialato autonomo e de facto indipendente creato dalla famiglia albanese dei Bushati, sovrana del sangiaccato di Scutari, situato intorno alla città albanese di Scutari e a gran parte dell'odierno Montenegro. Al suo apice sotto Kara Mahmud Bushati, il pascialato incorporava gran parte dell'Albania, del Montenegro e del Kosovo, la Macedonia occidentale e la Serbia sudorientale, fino al 1830.

## Contesto
L'indebolimento dell'autorità centrale dell'impero ottomano e il sistema timar simile al sistema feudale in Europa aveva portato l'anarchia nell'Albania ottomana. Nel tardo diciottesimo secolo, emersero due potenze centrali nella regione: i Bushati, che controllavano Scutari, e Alì Pascià di Tepeleni, sovrano di Giannina. Entrambe le fazioni cooperarono e sfidarono in alternanza la Sublime Porta a seconda dei loro interessi.

## Storia

La bandiera di Kara Mahmud Bushati, massimo esponente della dinastia regnante del pascialato

Nel 1757, Mehmed Bushati, dopo aver eliminato due famiglie rivali e raggiunto il Tabak esnaf di Scutari come loro sceicco spirituale, si autoproclamò pascià di Scutari. Noto come Mehmet il Vecchio (Plaku), egli trasformò il sangiaccato di Scutari, istituito nel 1479, nel semi-autonomo pascialato di Scutari. Fu acclamato dalla stessa Istanbul, capitale dell'impero ottomano, per aver posto fine al regno di terrore dei pirati arabi e berberi sulle navi veneziane nell'Adriatico.
Kara Mahmud Bushati, figlio e terzo successore di Mehmed Bushati, perseguì una politica di espansione militare, e stabilì il suo controllo sull'Albania settentrionale, fino alla Toskeria e al Kosovo, Per poi attaccare due volte Montenegro (1785 e 1796) e poi una volta Venezia, per vendicarsi del Bey di Tunisi. Sconfisse inoltre numerose spedizioni ottomane incaricate di sottometterlo a causa delle sue insubordinazioni. Riuscì poi a sottomettere varie tribù montenegrine e a costringere i veneziani a pagargli un haraj (tributo). Fu anche intermediario degli Asburgo e dell'impero russo, ricevendo una promessa da Vienna che lo avrebbe riconosciuto come signore di tutta l'Albania in cambio di un'alleanza contro la Porta. Tuttavia, dopo aver preso il denaro dagli austriaci, decapitò gli emissari viennesi, spedì le loro teste a Istanbul e dichiararono fedeltà al sultano. Quest'ultimo, di ex post facto, perdonò Kara Mahmud per i suoi attacchi contro Venezia e lo riaffermò come governatore di Scutari.
Nel 1796, le tribù montenegrine dei Piperi e dei Bjelopavlići sconfissero una spedizione guidata dagli scutarini nella battaglia di Krusi e decapitarono Kara Mahmud Bushati, il cui cranio si trova al monastero di Cettigne, in Montenegro. La sua morte avviò un declino dell'autonomia del pascialato: il suo successore Ibrahim Bushati collaborò con gli ottomani fino alla morte nel 1810, e fu nominato Beylerbey di Rumelia per poi soggiogare i Serbi durante le sue spedizioni militari contro Belgrado.
La dinastia dei Bushati cessò di essere padrone del territorio nel 1831, quando il generale ottomano Mehmed Reshid Pasha assediò il castello di Fatih a Scutari e costrinse alla resa l'ultimo pascià Mustafa Bushati, il quale si era ribellato contro il sultano che riteneva un giaurro. Questa sconfitta portò alla dissoluzione del pascialato, e al tempo stesso pose fine a ogni possibile alleanza tra albanesi e bosniaci, che cercavano analoga autonomia,.

## Conseguenze
Nel 1867, il sangiaccato di Scutari si fuse con quello di Üsküb (Skopje), formando il Vilayet di Scutari, il quale si divise a sua volta nei tre sangiaccati di Scutari, Prizren e Dibra. Nel 1877, il sangiaccato di Prizren fu trasferito al Vilayet di Kosovo, mentre quello di Dibra fu trasferito al Vilayet di Monastir. Dopo questi trasferimenti territoriali, il sangiaccato di Scutari fu diviso in due sangiaccati: quello di Scutari e quello di Durazzo.

## Lista dei pascià
| Sovrano             | Inizio | Fine |
| ------------------- | ------ | ---- |
| Mehmed Bushati      | 1757   | 1774 |
| Mustafa Bushati     | 1774   | 1778 |
| Kara Mahmud Bushati | 1778   | 1796 |
| Ibrahim Bushati     | 1796   | 1810 |
| Mustafa Sherifi     | 1810   | 1831 |